# Villa Giustiniani Odescalchi

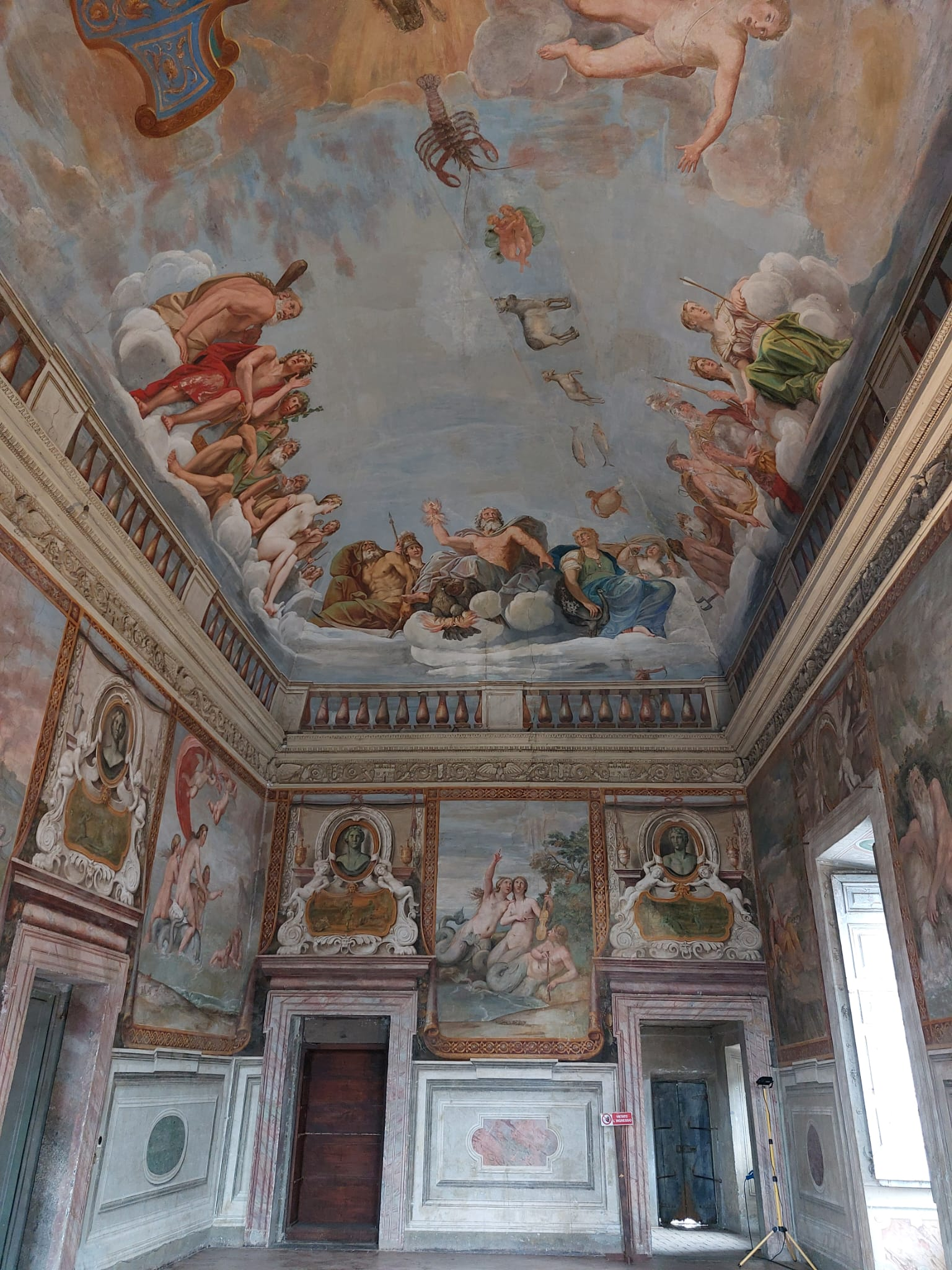
La galleria affrescata da Francesco Albani

Il Palazzo, o Villa Giustiniani Odescalchi, si trova a Bassano Romano, un comune in provincia di Viterbo. All'interno del palazzo hanno prestato opera numerosi artisti: Antonio Tempesta; Bernardo Castello; Marcantonio Piemontese; Antonio Gaio; Domenico Zampieri detto il Domenichino; Paolo Guidotti, detto il Cavalier Borghese; Francesco Albani.
Dal dicembre 2014 il Ministero per i beni e le attività culturali lo gestisce tramite il Polo museale del Lazio, nel dicembre 2019 divenuto Direzione regionale Musei.

## Storia
Già proprietà degli Anguillara, il palazzo subì una prima trasformazione nel XVI secolo. I lavori più massicci vennero tuttavia svolti nel corso del XVII secolo, per committenza del marchese Vincenzo Giustiniani. I Giustiniani si trasferirono qui dopo circa 300 anni di residenza nell'isola di Scio (oggi Chio), base mercantile della famiglia genovese nell'Egeo, in cerca di un luogo tranquillo a seguito dell'invasione dei turchi.
Il marchese fu qui responsabile di un grandioso programma edilizio, che oltre al palazzo coinvolse il vasto parco retrostante, comunicante col piano nobile dell'edificio tramite un viadotto con ponte levatoio. L'architettura e i disegni furono di Jacopo Barozzi da Vignola. Dal loggiato del Palazzo si può ammirare buona parte del giardino e il lungo viale prospettico che conduce alla Rocca, casa di caccia merlata e turrita che riproduce la rocca araldica dei Giustiniani. Una successiva fase di lavori cadde verso la fine del XVII secolo, epoca in cui venne realizzato fra l'altro il teatrino.
I Giustiniani nel 1854, per le notevoli difficoltà economiche in cui versavano, cedettero il palazzo a Livio Odescalchi. Gli Odescalchi, dopo la metà del XX secolo, iniziarono a disinteressarsi del palazzo e del parco, che versava in un desolante abbandono.
Il palazzo, con l'annesso parco e casina di caccia, è stato acquistato dallo Stato italiano nel 2003. Ne sono iniziati lenti restauri (per ora soprattutto interventi di emergenza) a cura della Soprintendenza per i Beni Architettonici del Lazio, volti a rimediare a decenni di incuria (specialmente evidente nel parco e nella Casina). Tuttavia nel 2012 il degrado che coinvolge la villa si manifesta con la scomparsa della testa della Divinità barbuta posta sulla facciata principale, che viene trafugata e non più rinvenuta.
Terminato il restauro delle coperture, l'edificio principale della villa - che contiene le principali decorazioni a fresco - è stato riaperto al pubblico il 24 maggio 2016; è attualmente visitabile ogni sabato mattina, con visita guidata gratuita. Nel 2016 ha fatto registrare 1 049 visitatori.

## Descrizione

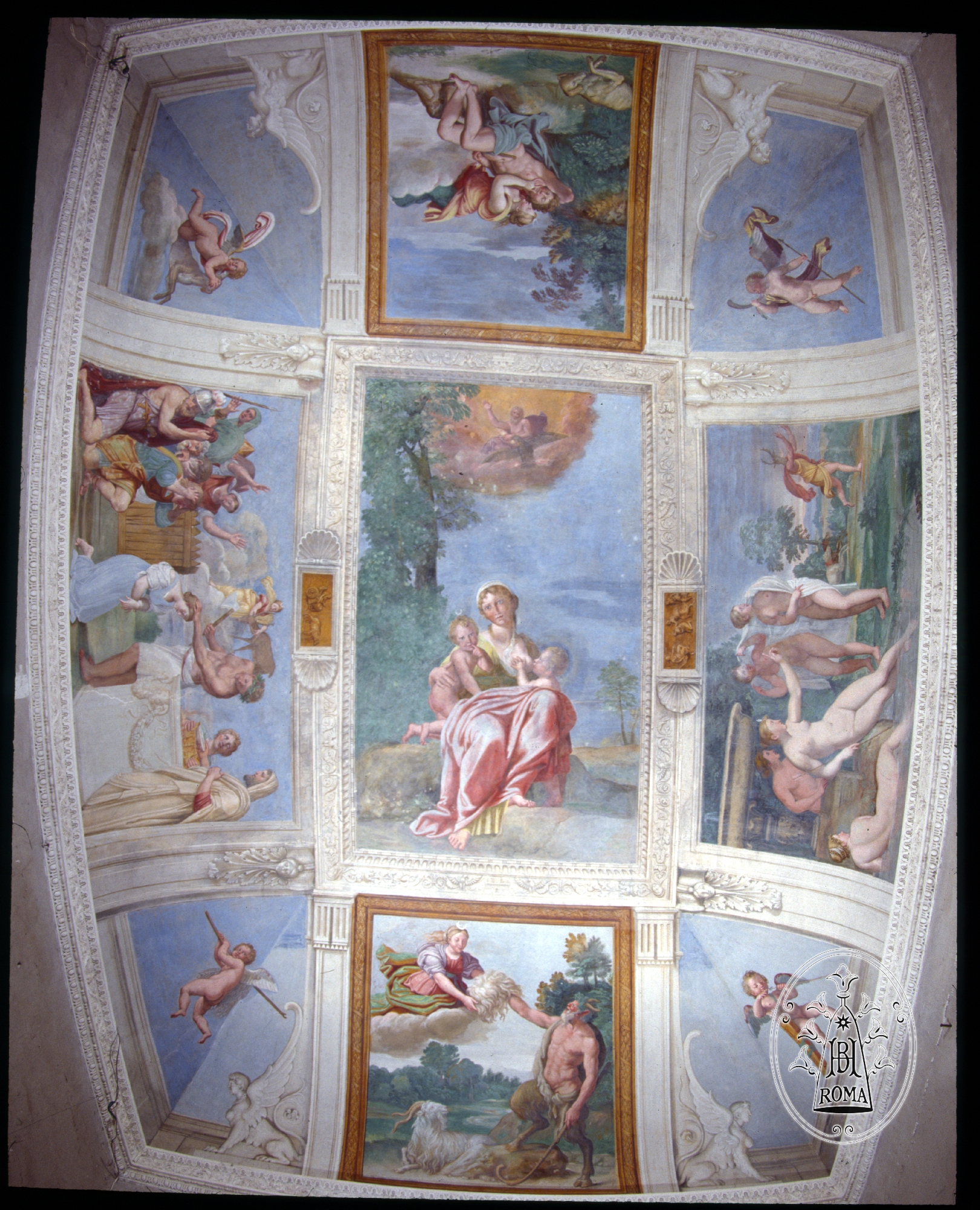
Affreschi del Domenichino nella Villa Giustiniani Odescalchi.

L'ingresso principale si trova nella piazza sulla quale si affaccia anche la chiesa parrocchiale ed è costituito da una massiccia porta in legno, fiancheggiata da quattro busti in peperino che sorreggono altrettante teste in marmo, risalenti all'epoca romana (II secolo d.C.). Le pareti del cortile al suo interno erano affrescate da fantastiche scene di trionfi, realizzate da Antonio Tempesta; sempre nel cortile si può scorgere una statua sovrastante una piccola fontana. Al piano nobile si accede per mezzo di un loggiato affrescato con delle grottesche verso il 1570-1580 e al suo interno sono presenti numerose stanza, tutte splendidamente affrescate con i motivi più vari: lo stemma di casa Giustiniani; la favola di Amore e Psiche; le quattro stagioni; il monte Parnaso consacrato ad Apollo e sede delle Muse; il porto di Genova (città d'origine dei Giustiniani) e il porto di Scio (isola nella quale diedero vita a fiorenti traffici mercantili); episodi biblici legati alla figura di Mosè; una volta a cupola (dipinta per ampliare visivamente lo spazio di una volta a padiglione); un'allegoria della vittoria dell'anima sul peccato; le Storie di Diana del Domenichino; la Caduta di Fetonte di Francesco Albani e numerosi altri affreschi e decorazioni. 
Il patrimonio contenuto in questo palazzo, costituito da pezzi d'armi, busti, statue, suppellettili e ogni genere di oggetti propri di un palazzo abitato per molto tempo, è stato trasferito e concentrato nel Palazzo Odescalchi, nella vicina Bracciano, proprio dalla stessa famiglia Odescalchi. 

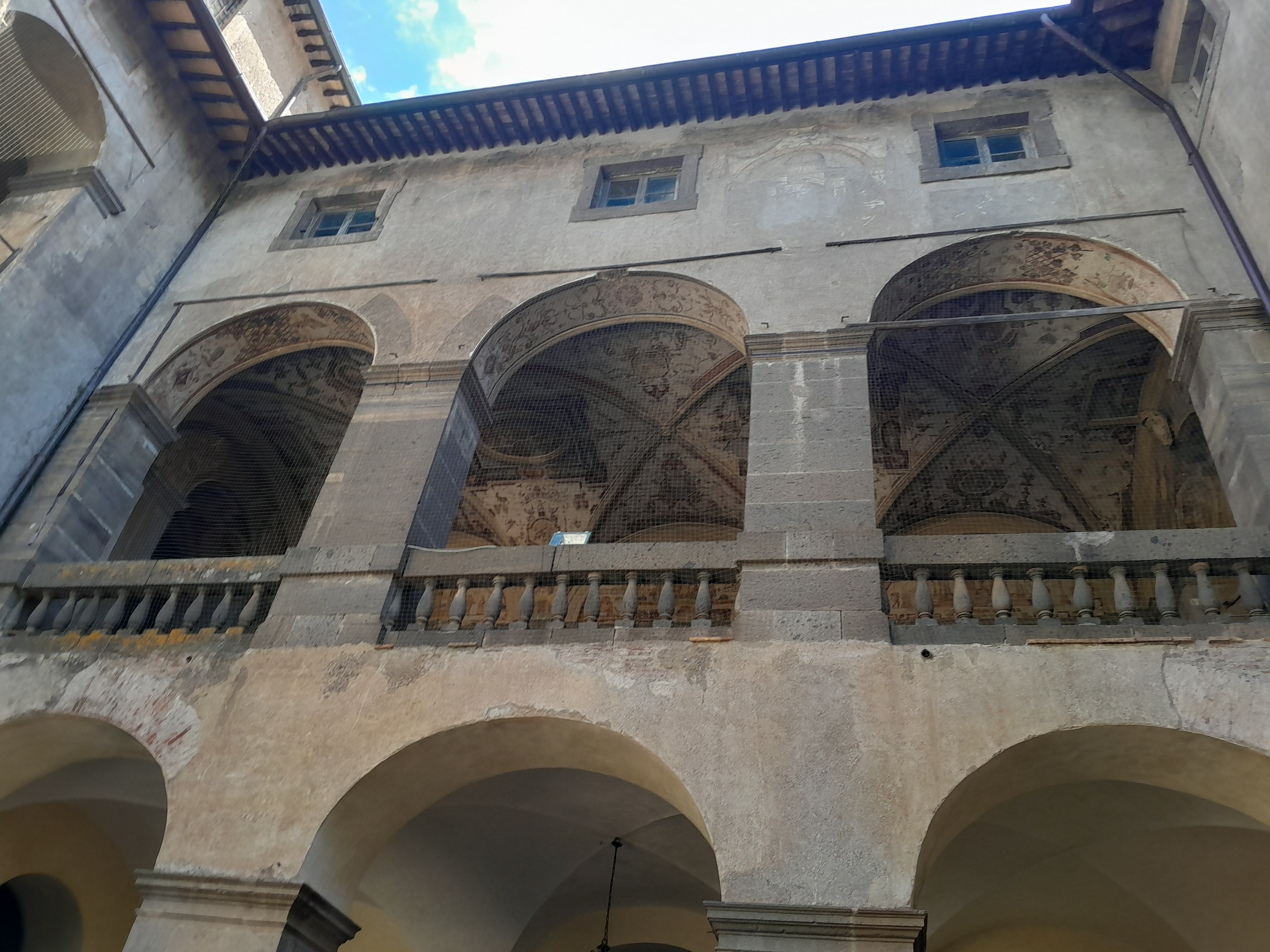
Palazzo Giustiniani, affrescato con volte a grottesche

Degno di nota è un piccolo teatrino, situato al pian terreno e concepito alla maniera inglese: Vincenzo Giustiniani era stato infatti nella residenza estiva di Enrico VII d'Inghilterra, nel Surrey. Al suo interno si possono scorgere dei palchi in legno, prima tappezzati da drappi e utili ad ospitare il pubblico nobile, e un'ampia platea alla quale si accede per mezzo del cortile, riservata a tutto il popolo.

## Il parco
Il parco occupa la parte più consistente della proprietà. La sua realizzazione risale agli inizi del '600, a opera di Vincenzo Giustiniani, che era rimasto molto colpito dai parchi presenti nei palazzi francesi e inglesi. Oggi in via di ristrutturazione, il parco era costituito da numerose soluzioni decorative: viali, di cui alcuni anche coperti, ognuno costeggiato da siepi e arbusti di ogni specie e piccole piazzette dotate di gruppi scultorei e arredi in pietra, il tutto in modo da rispettare i canoni rinascimentali nella sintesi tra natura e arte. 
A questo splendido parco si accede per mezzo di un ponte che lo collega al Palazzo Giustiniani-Odescalchi e al termine del quale si trovano due eleganti rampe di scale, che racchiudono un ninfeo, prima circondato da statue di ogni genere. Segue poi un giardino all'italiana, le cui condizioni sono oggi di totale degrado; dal palazzo si poteva scorgere un tempo anche la casina di caccia, per mezzo di un lunghissimo viale, tuttora esistente, ma ricoperto dalla fitta vegetazione. 
Il parco è tuttora dotato di uno splendido patrimonio arboreo: lecci, abeti, cipressi, pecci, castagni e alberi da frutto quali ciliegi, peschi, peri e molti altri tipi di piantagione che testimoniano il suo essere stato concepito come un giardino produttivo.

### Casina di caccia
All'interno del parco adiacente al palazzo si trova questa residenza di caccia, disposta su tre livelli e ricca di decorazioni. Denominata dagli abitanti locali "La Rocca", per il suo aspetto precedentemente deteriorato, essa conserva un fascino del tutto particolare. Architettonicamente ricalca lo stile del palazzo, ma è munita di un'altana merlata e di una torre centrale, precedentemente circondata da altre quattro, poi distrutte dalla famiglia Odescalchi per rivalità: questo edificio originariamente ricalcava infatti in modo pressoché perfetto quello contenuto nello stemma Giustiniani sormontato da un'aquila. Al suo interno sono presenti decorazioni e stucchi di vario tipo; mancano affreschi degni di nota.

## Nella cultura di massa
Soprattutto in virtù degli splendidi interni, la villa è stata set di numerosi documentari, spot e film: fra questi ultimi rientrano La dolce vita di Federico Fellini, Blaise Pascal di Roberto Rossellini, Il Gattopardo di Luchino Visconti e L’avaro di Tonino Cervi, con Alberto Sordi.